# Cafés Folliet
‌
Cafés Folliet est une société française spécialisée dans la torréfaction et la vente de café et de produits dérivés, fondée en 1880 à Chambéry (Savoie).

## Historique

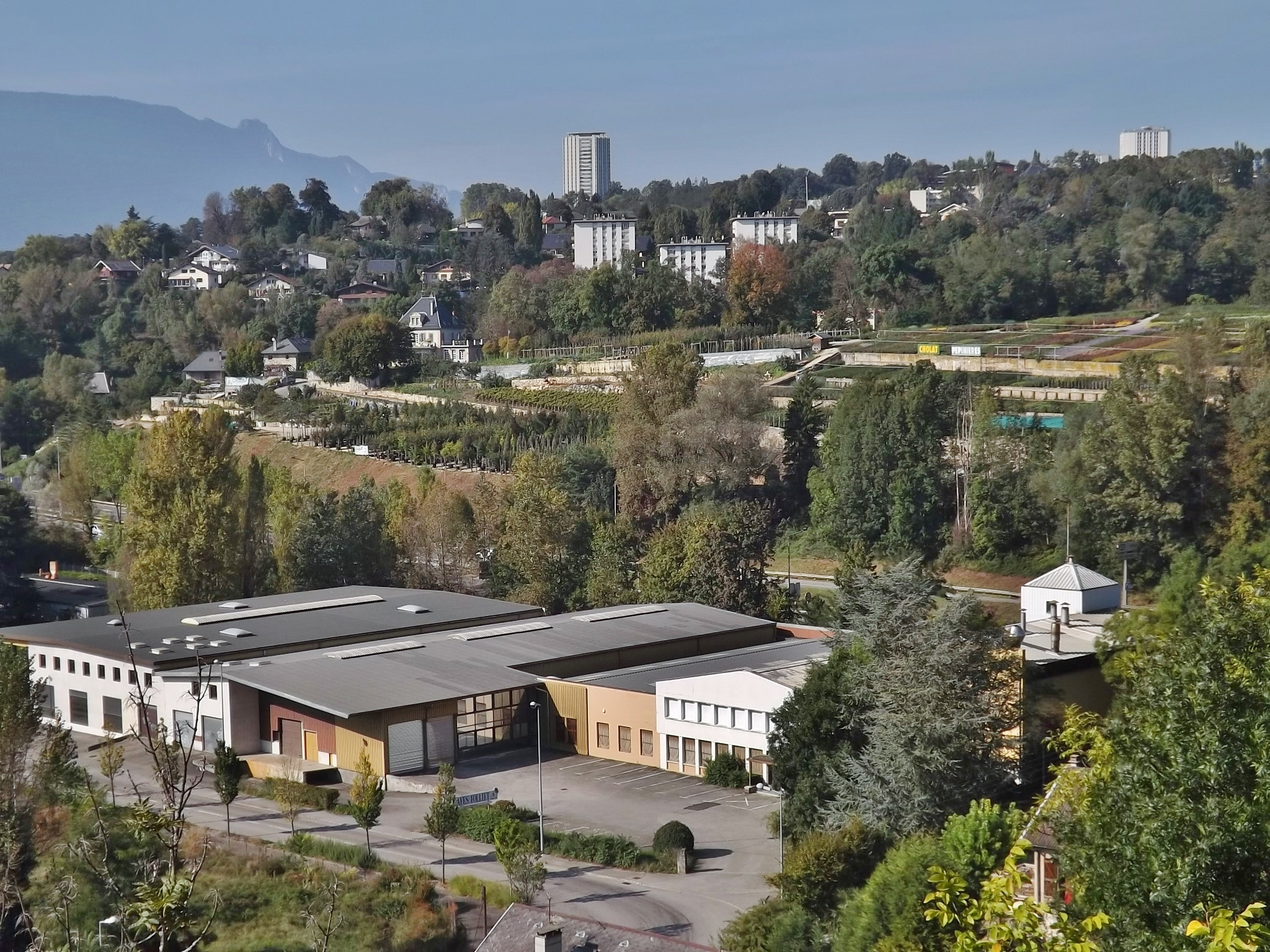
Usine de torréfaction de Cafés Folliet à la Cassine (Chambéry), implantée en 1961.

Cette entreprise est créée en 1880, à Chambéry par les fondateurs Claude et Philomène Folliet souhaitant ouvrir une épicerie qui se spécialise très vite dans le commerce du café. En 1924, l'activité d'épicerie est remplacée par celle de torréfaction à part entière avec de nouveaux outils de production.
Jean Folliet, petit-fils de Philomène, achète en 1954 son premier camion Renault conduit par son premier vendeur-livreur, et crée ainsi les premières tournées pour garder le contact avec les clients et développer les ventes.
En 1961, l'usine de torréfaction est construite, en même temps que l'apparition du café moulu pour les machines à café de conception italienne.
Dans le même temps, Folliet diversifie ses produits à la vente avec le thé en sachet, le chocolat en poudre et le sucre enveloppé pour répondre aux demandes des hôtels de montagne en plein boom avec l'ouverture des stations de ski.
En 2005, Cafés Folliet fait l'acquisition de Tropico pour renforcer sa stratégie de développement.
Tropico est revendue le 23 septembre 2018 à Coca-Cola, tandis que son chiffre d’affaires se monte à 29 millions d’euros.